# Impending Doom

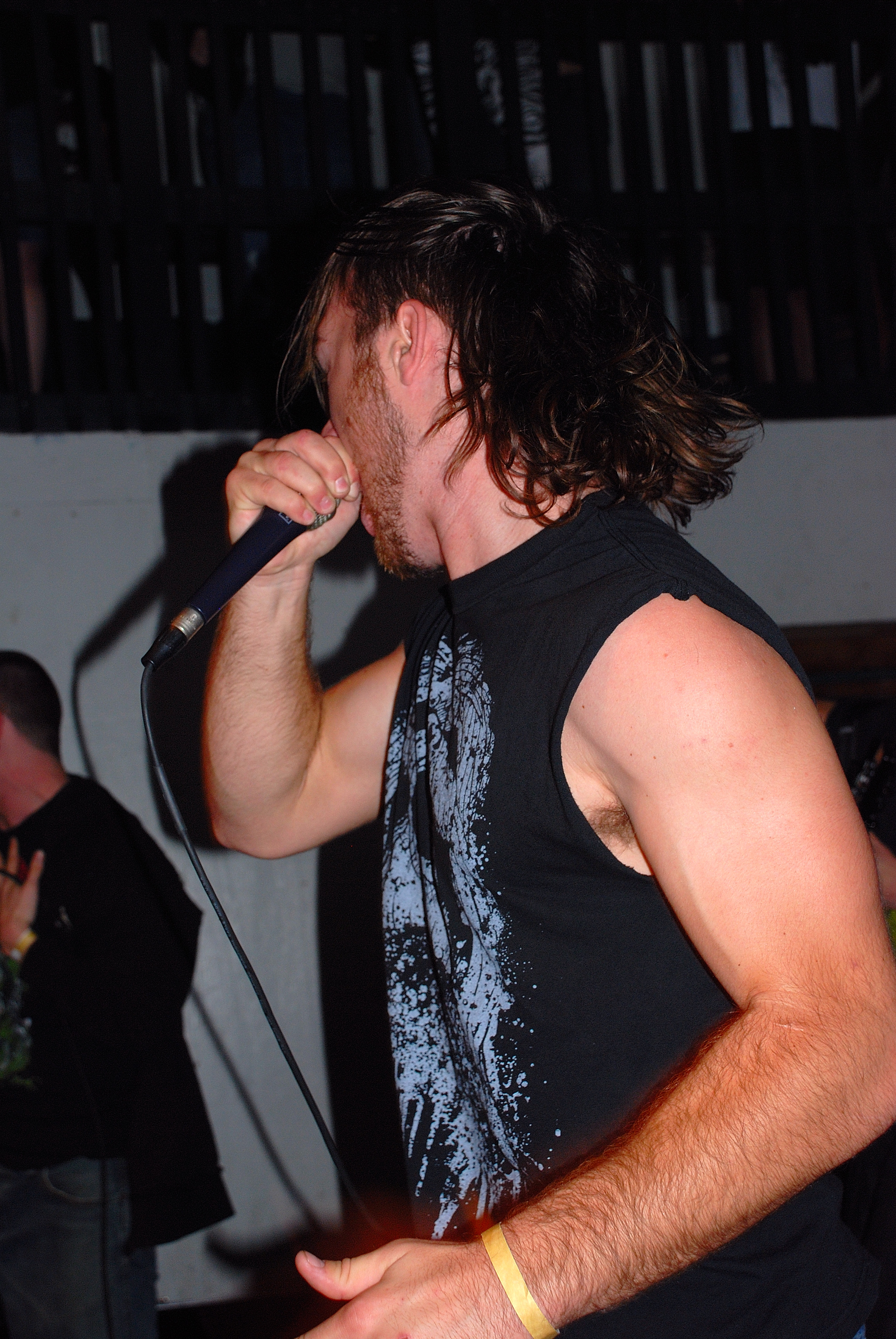
Brook Reeves

Impending Doom é uma banda cristã americana de deathcore formada em 2005 na Califórnia, Riverside. O grupo lançou quatro álbuns completos de estúdio e atualmente um quarteto com o vocalista Brook Reeves como um dos dois membros originais remanescentes junto com Manny Contreras que deixou a banda em 2010, mas retornou em 2012. A banda refere-se ao seu estilo de música como "Goreship"(do inglês, junção das palavras gore e worship), que é descrito por Reeves como "adorar a Deus através da nossa música gore".

## História
Manny Contreras e o vocalista Brook Reeves começou Impending Doom juntos em 2005 com Chris Forno, Alfaro e Jon Isaac Bueno. A banda praticado escrever músicas suficientes para gravar seu demo,The Sin and Doom of Godless Men. Após este lançamento, Pewthers Greg entrou como um terceiro guitarrista depois também deixou a banda. Mais tarde naquele ano, o baixista Alfaro deixou a banda e David Sittig foi adicionada ao line-up em sua substituição. Andy Hegg depois tomou o lugar de Bueno e a banda gravou o álbum Nailed. Dead. Risen. Depois de ter assinado com a Facedown Records. Após o seu lançamento, o guitarrista deixou a banda e devido a dedicação do baterista Andy Hegg que ganhou uma bolsa de estudos de futebol, Impending Doom foi forçado a empregar bateristas substitutos.
Desde então o baterista Chad Blackwell tornou-se o baterista oficial da banda, durante o qual Greg Pewthers voltou para banda (a banda mais tarde conhecido como O Devastado), e foi substituído por Cory Johnson, ex-integrantes do Sleeping Giant.
O grupo assinou contrato com a Facedown Records em janeiro de 2007, E seu primeiro lançamento foi Nailed. Dead. Risen., alcançou o número 46 na Billboard Top Heatseekers. The record has received generally positive reviews. A banda, desde então, começou uma equipe de rua para promover a sua música, que pode ser encontrado em seu Myspace top 8. O grupo então embarcou em uma turnê pelos Estados Unidos para divulgar o álbum no Outono de 2007, incluindo datas com Dead to Fall, Winds of Plague e com Dead Hands Rising. Em 2009 a banda lançou seu segundo álbum, The Serpent Servant. Algum tempo após o lançamento, o baterista Chad Blackwell, natural de Pensacola, na Flórida, deixou a banda para participar do Instituto de Música de Atlanta, à qual Impending Doom pediu ao ex-membro Isaac Bueno a voltar.
A banda refere-se ao seu estilo de Christian metal como "Gorship" - uma maleta de violência gráfica e adoração. A banda também esclarecer sobre no MySpace que "Gorship" é a sua maneira de adorar a Deus através de sua música soando sangue; não adorar "gore", como alguns são levados a acreditar. Impending Doom lançou seu segundo álbum, The Serpent Servant em 31 de março de 2009, que atingiu o número 3 na Billboard Top Heatseekers. Seu terceiro álbum, There Will Be Violence, foi lançado em 20 de julho de 2010. Às vezes, durante a gravação do novo álbum, tanto Manny Contreras e Isaac Bueno deixou a banda por razões desconhecidas. Desde então, a banda trouxe Brandon Trahan (ex-Mirror Of Dead Faces, xDEATHSTARx) A banda esteve no Thrash and Burn turnê de 2010 com Through The Eyes of The Dead, Kittie, Born of Osiris, Asking Alexandria e muito mais. Eles excursionou com Mybride MyChildren, The Crimson Armada, Chimaira, e outras bandas.
A banda também criou seu próprio símbolo chamado de "Repentagram" combinando a palavra "Repent" (em inglês, arrepender) e a palavra pentagrama. A banda explicou o Repentagram com o seguinte:

"Nós temos recebido muitos e-mails questionando a Repentagram Logo, gostaria de ter tempo agora para explicar-lhe tudo. Primeiro nós somos uma banda cristã e um real em que, nós nunca iria colocar algo que tem significado satânico ou qualquer coisa negativa. Achamos que a palavra "REPENTAGRAM" basicamente colocando duas palavras juntas. 1. ARREPENDIDO (significado:. Sentir tanta tristeza pelo pecado ou falha como estar disposto a mudar de vida para melhor; ser penitente) 2. PENTAGRAM (que no mundo do metal escuro é um símbolo satânico.) Como somos uma banda cristã de Death Metal queríamos pensar em algo inteligente; assim, a Repentagram entrou em pensamento. Não é a mesma quantidade de lados, como um pentagrama, nós estamos fazendo um simbolo cristão de Death Metal. Assim como criamos a palavra "GORSHIP" (que como todos devem saber, não significa culto gore, que significa adorar a Deus através da nossa música soando Gore) o Repentagram é apenas uma nova palavra. Por favor, passe esta informação para alguém que você conheça que pensa algo mais do que ele realmente é."
Baptized in Filth foi produzido por Andreas Magnusson, que produziu Oh, Sleeper álbum Children of Fire e foi mixado por Machine. O álbum é focado em Deus, Satanás e  o número da besta, 666.. O primeiro single é "For the Wicked" e do primeiro vídeo é "Murderer". Antes a banda tocou no Warped Tour 2012, o guitarrista Cory Johnson foi dispensado da banda e Manny Contreras o guitarrista original voltou em sua posição.

## Formação
Membros atuais
- Brook Reeves – vocal (2005–presente)
- Manny Contreras – guitarra (2005–2010, 2012–presente)
- David Sittig – baixo (2005–presente)
- Brandon Trahan – bateria (2009–presente)
- Eric Correa - guitarra (2013–presente)

Ex-membros
- Jon Alfaro – baixo (2005)
- Chris Forno – guitarra (2005–2007)
- Greg Pewthers – guitarra (2006–2008)
- Andy Hegg – bateria (2007–2008)
- Chad Blackwell – bateria (2008–2009)
- Cory Johnson –  guitarra (2008–2012)
- Isaac Bueno – bateria (2005–2007, 2009)

## Discografia
Álbuns de estúdio
- Nailed. Dead. Risen. (2007)
- The Serpent Servant (2009) U.S. No. 144[12]
- There Will Be Violence (2010) U.S. No. 134[13]
- Baptized in Filth (2012) U.S. No. 107[14]
- Death Will Reign (2013)

Demos
- The Sin and Doom of Godless Men (2005)

## Videografia
- "Silence the Opressors" – Nailed. Dead. Risen.
- "My Nemesis" – Nailed. Dead. Risen.
- "More Than Conquerors" – The Serpent Servant
- "The Serpent Servant" – The Serpent Servant
- "There Will Be Violence" – There Will Be Violence
- "For the Wicked" – Baptized in Filth
- "Murderer" – Baptized in Filth
- "Deceiver" – Baptized in Filth
- "Doomsday" - Death Will Reign